# Đẹp (tạp chí)
Tạp chí Đẹp là tên một tạp chí/ Phụ san Báo ảnh Việt Nam, Thông tấn xã Việt Nam. Nội dung tạp chí đề cập đến các xu hướng thời trang, làm đẹp, giải trí và tạo dựng phong cách sống cho phụ nữ Việt Nam hiện đại. Tạp chí Đẹp ra mắt số đầu tiên vào tháng 1 năm 1999, do Nhà báo - Nghệ sĩ nhiếp ảnh Lê Phức làm Tổng Biên Tập.
Tạp chí Đẹp cũng là chủ thể khởi xướng giải thưởng thường niên Đẹp Giá Trị Vàng  vào năm 2007 nhằm vinh danh những sản phẩm và dịch vụ làm đẹp có chất lượng tốt nhất, tính đột phá cao trong nghiên cứu, ứng dụng và thiết kế.
Tạp chí Đẹp được coi là 1 trong 4 tứ đại tạp chí Việt Nam bao gồm (Elle phiên bản Việt Nam, Đẹp, L'Officiel, Haper's Bazaar)

## Các mốc chính trong quá trình phát triển
- 1/1/1999, phát hành số báo đầu tiên [3]
- Số báo tháng 2/1999, lần đầu tiên tạp chí mời cộng tác với người nổi tiếng để thực hiện mẫu trang bìa (MC Diễm Quỳnh của VTV) & mở chuyên mục khách mời (Trương Đình Anh - Giám đốc mạng internet FPT).[3]
- 30/4/1999, Đẹp là tạp chí duy nhất ở Việt Nam tham dự cuộc trình diễn bộ sưu tập túi xách Epizelda của Louis Vuitton
- 26/5/1999, Đẹp tổ chức biểu diễn thời trang, ca nhạc trên nước "Đẹp ‘99" (tại Daewoo, Hà Nội) có sự tham dự của Hoàng thân Campuchia Ranariddh cùng phu nhân và công chúa. Đây được coi là tiền thân của Đẹp Fashion Show sau này.
- Tháng 8/2000, Catalogue Cưới đầu tiên xuất hiện và lập tức trở thành cuốn Catalogue bán chạy nhất trên thị trường, đồng thời là cẩm nang uy tín nhất dành cho các đôi uyên ương suốt 15 năm qua
- Tháng 1/2004, Đẹp kỷ niệm sinh nhật 5 năm với bìa tạp chí ấn tượng gồm 11 người mẫu nổi tiếng nhất và bữa tiệc ấm cúng tại hồ bơi khách sạn New World Sài Gòn
- Năm 2004, phát hành số báo điện tử đầu tiên, Đẹp Fashion Show (DFS) đầu tiên được tổ chức tại nhà triển lãm Mỹ thuật Tp.HCM
- Tháng 5/2007, phát hành số báo thứ 100
- Năm 2010, nhận cúp”Fashion Asia Award”
- Năm 2013, phát hành kênh truyền hình internet riêng

## Triển lãm
Năm 2015, kỉ niệm 200 số báo phát hành, tạp chí Đẹp mở buổi triển lãm Đẹp 200 - The Best Moments

## Kỉ lục
- MC Diễm Quỳnh là gương mặt đầu tiên cho trang bìa số 1 phát hành tháng 2/1999 với giá bán 9.700đ